# وي ويل روك يو
وي ويل روك يو (بالإنجليزية: We Will Rock You)‏ ويمكن أن تترجم بالعربية لسنجعلك ترقص  هي أول أغنية من ألبوم أخبار العالم لفرقة الروك الإنجليزية كوين ، صدرت سنة 1977. من تأليف أحد نجوم الفرقة برايان ماي. صدرت في أقراص 45 دورة المستعملة في ألة الفونوغراف كأغنية فردية مزدوجة مع أغنية نحن الأبطال. لا تزال الأغنية واحدة من أكثر أغاني المجموعة شعبية ، حيث كثيرا ما أطلقت خلال المنافسات الرياضية، أو تمت إعادة غنائها بأساليب مختلفة عدة مرات أو ٱتخذت ريمكس من قبل مختلف الفنانين 